# Chuniophoenix
Chuniophoenix ist eine in Südostasien heimische Palmengattung. Die Gattung ist nach dem chinesischen Botaniker Chun Woon-Young (1890–1971), Direktor des Botanischen Institutes der Sun-Yatsen-Universität in Kanton, benannt.

## Merkmale
Die Vertreter sind kleine, mehrstämmige Palmen. Sie sind unbewehrt, mehrmals blühend und zwittrig (seltener polygamo-diözisch). Der Stamm ist zierlich mit mittelstark, aufrecht und mit Blattnarben geringelt. 
Die Chromosomenzahl ist 2n = 36. 

### Blätter
Die Blätter sind fächerförmig und induplicat (v-förmig) gefaltet. Die Blattscheid ist zunächst röhrig, später gegenüber dem Blattstiel aufgerissen. Der Blattstiel ist gut ausgebildet und hat glatt Ränder. Eine Hastula fehlt. Die Blattspreite ist unregelmäßig fast bis zur Basis in ein- bis mehrfach gefaltete Segmente zerteilt. 

### Blütenstände
Der Blütenstand steht zwischen den Blättern, er ist ährenförmig oder bis zu zweifach verzweigt. Der Blütenstandsstiel ist gut ausgebildet. Das Vorblatt ist kurz, ausdauernd, röhrig und zweikielig. Am Blütenstandsstiel gibt es mehrere Hochblätter. Diese sind ausdauern, röhrig, eng scheidig und entfernt stehend. Die Blütenstandsachse, so vorhanden, ist kürzer bis viel länger als der Blütenstandsstiel. Ihre Hochblätter gleichen denen am Blütenstandsstiel. Die blütentragenden Achsen (Rachillae) sind aufrecht bis abstehend und tragen spiralig angeordnete, ausdauernde, röhrige Hochblätter, in denen jeweils eine Blütengruppe sitzt.

### Blüten
Die Blüten stehen einzeln oder in gedrängten Wickeln von bis zu sieben Blüten. Der Kelch ist röhrig, leicht zwei- bis dreilappig. Die Krone hat eine lange, stielförmige Basis und drei dreieckige valvate, später zurückgebogene, fleischige Zipfel. Es gibt sechs Staubblätter mit langen, fleischigen Filamenten und ovalen bis länglichen Antheren. Der Fruchtknoten ist etwas gestielt, länglich mit basal stehenden Septalnektarien und dreifächrig. Der Griffel besitzt drei Furchen, ist lange und an der Spitze dreiteilig. Die Samenanlagen sind anatrop und setzen an der inneren Fachwand an der Basis an. 

### Früchte und Samen
Die Frucht ist klein, rundlich und einsamig. Unreif ist sie grün und wird zur Reife scharlachrot. An der Spitze sitzen Narbenreste. Das Exokarp ist glatt, das Mesokarp fleischig, das Endokarp dünn. Der Samen ist unregelmäßig kugelig, das Endosperm ist gefurcht oder homogen. 

## Verbreitung und Standorte
Die Gattung ist in Südchina und Nordvietnam beheimatet sowie auf der Insel Hainan. Sie wächst im Unterwuchs der Wälder.

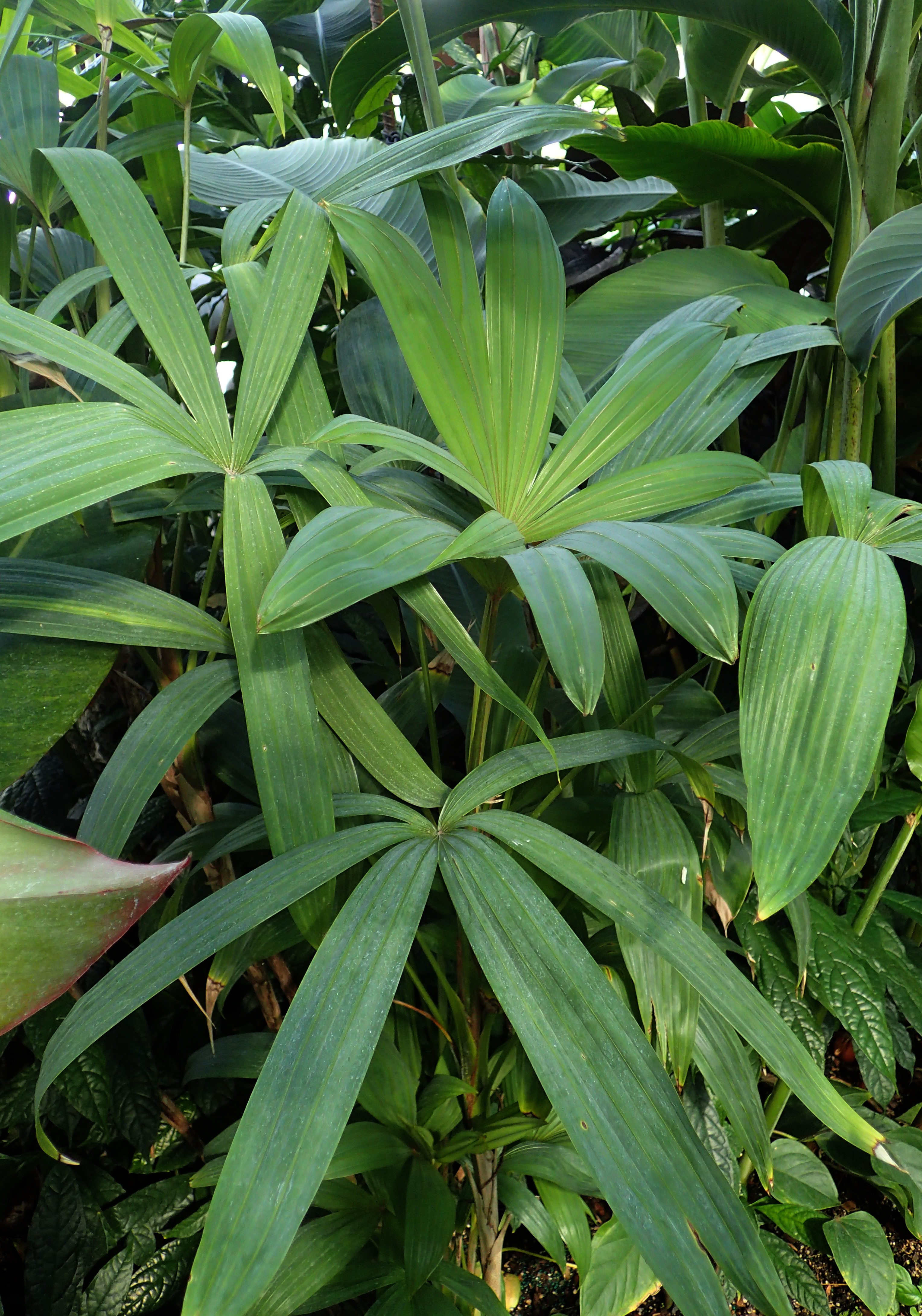
Chuniophoenix nana

## Taxonomie und Systematik
Die Gattung Chuniophoenix wurde 1937 von Karl Ewald Maximilian Burret in Notizblatt des Botanischen Gartens und Museums zu Berlin-Dahlem Band 13 Seite 580 erstbeschrieben.
Die Gattung Chuniophoenix Burret wird innerhalb der Familie Arecaceae in die Unterfamilie Coryphoideae, Tribus Chuniophoeniceae gestellt. Die Gattung ist monophyletisch. Ihre genaue Stellung innerhalb der Tribus ist noch unklar. 
In der World Checklist of Selected Plant Families der Royal Botanic Gardens, Kew, werden folgende Arten anerkannt:
- Chuniophoenix hainanensis Burret: Die Heimat ist Hainan.[2]
- Chuniophoenix nana Burret (Syn.: Chuniophoenix humilis C.Z.Tang & T.L.Wu): Die Heimat ist das südliche Hainan und das nördliche Vietnam.[2]